# 蒙的考拉食蚊魚
蒙的考拉食蚊魚，為輻鰭魚綱鯉齒目鯉齒亞目花鳉科的其中一種，其种加词“monticola”意为“生长在山地的”。分布於中美洲古巴東南部的淡水流域，體長可達3.4公分，屬於肉食性，生活習性不明。